# Dème de Solygie
Le dème de Solygie, en grec moderne : Δήμος Σολυγείας / Dímos Solygías, est un ancien dème du  district régional de Corinthie, en Grèce. Depuis 2010, il est fusionné au sein du dème des Corinthiens.
Selon le recensement de 2011, la population du dème compte 2 723 habitants.